# Junior Arteaga
Junior Noel Arteaga Pineda (ur. 9 grudnia 1999 w Managui) – nikaraguański piłkarz występujący na pozycji środkowego pomocnika, reprezentant Nikaragui, od 2024 roku zawodnik Diriangén.